# Clásico de poesía
El Clásico de poesía (詩經, chino moderno: Shī Jīng, chino antiguo *s-tə klˤeŋ) es un libro perteneciente a los Cinco Clásicos que Confucio enseñaba. También se lo conoce por el nombre de Libro de las odas.
Está formado por 305 poemas divididos en 160 canciones populares, 74 canciones para festividades cortesanas, 31 canciones para ceremonias cortesanas más solemnes y 40 himnos y eulogías, cantadas en las ceremonias de sacrificio a los dioses y espíritus ancestrales de la casa real. Esta obra se considera tradicionalmente una recopilación realizada por el propio Confucio. Si bien incluye poemas de entre el 1000 a. C. al 600 a. C.
Su primera traducción al español la hizo el sinólogo jesuita Carmelo Elorduy (Romancero chino. Editora Nacional, Madrid, 1984).